# Uuve Snidare
Uuve Snidare, född 3 april 1938 i Tallinn, Estland, är en svensk textilkonstnär och journalist.
Snidare, som är dotter till agronom Herman Luik och Ida Ehrenbusch, avlade studentexamen 1958, studerade vid Stockholms högskola 1959 och utexaminerades från Konstfackskolans textillinje 1964. Hon var  projektledare för vävskolor i Tunisien 1964–1968 och Algeriet 1969, arrangerade utställningen Afro-Art 1969, var fackjournalist på Åhlén & Åkerlunds förlag 1970–1979 och textiljournalist på tidningen Vi från 1979. Hon var frilans från 1987 bland annat som projektledare för textil bokserie. 
Snidare har utgivit Siden, sammet, trasa, lump (1973), Baskläder för barn (1981), Västboken (1983), Fiskartröjor (1986), Stickning (1991), Skapa kläder (1992), Tyger: inred med svenska textilier (1994), Leva med färger (1997), Kakel, klinker & mosaik (1998), Hemma i Sverige 1900–2000 (2000), Kök i Sverige (2004), Svensk slöjdkonst (2005) och Ryamattan (2007). Hon höll textila utställningar 1980, 1981 samt utställningsserie i Norden kring fiskartröjor ur boken Fiskartröjor 1986–1988.